# Eugène Mage
Eugène Abdon Mage (Paris, 30 juli 1837 – Ouessant, 19 december 1869) was een Frans marineofficier en ontdekkingsreiziger in Afrika. Hij publiceerde de eerste gedetailleerde beschrijving van het Toucouleur-rijk, gesticht door El Hadj Omar Tell.

## Jeugd
Abdon-Eugène Mage is geboren in Parijs. Zijn vader heette Abdon-Jean-René Mage en was hoofdonderwijzer op een privéschool voor voortgezet onderwijs. Zijn moeder heette Henriette Cattant en is geboren in Beauvais. Ze is afkomstig uit een bourgeoisie-familie uit noordelijk Frankrijk. Op dertienjarige leeftijd slaagde Mage voor het toelatingsexamen voor de École navale, de Franse Marine Academie in Brest. Twee jaar later werd hij op vijftienjarige leeftijd toegewezen aan het fregat La Forte en in december 1852 zette hij koers naar Callao in Peru. Ze voeren via het eiland Tenerife over de Atlantische Oceaan naar Rio de Janeiro en vandaar via Kaap Hoorn en de Chileense Valparaiso. De volgende twee jaar diende hij op verschillende schepen, vervoerde hij troepen en bezocht hij het eiland Martinique en Frans-Guyana. In de zomer van 1855, tijdens de Krimoorlog, nam hij deel aan de Engels-Franse blokkade van de Finse Golf in de Oostzee. Daarna keerde hij terug naar Brest en werd hij in september 1855 op 18-jarige leeftijd bevorderd tot onderluitenant.

## In West-Afrika
Mage woonde sinds 1858 als arbiter van de generaal Louis Faidherbe in West-Afrika (in het huidige Senegal). Na de reis van 1860 naar het noorden van Senegal en naar Tagant (in het huidige Mauritanië) en vele expedities vanuit het noorden langs de rivieren Saloum en Sine in de richting van Gambia, doorkruiste hij in 1863 met de mariniersarts Louis Quintin de plaatsen Bafoulabe, Kita, Nioro en Diangounté Camara in het westen van Mali. Zijn doel was om de bovenloop van de Niger in kaart proberen te brengen, tussen de plaatsen Koulikoro en Sansanding. Hij arriveerde in februari 1864 in Ségou, waar hij 26 maanden verbleef als gast van Ahmadu Tell. Pas begin juni 1866 keerde Mage terug naar Saint Louis.

## Latere leven
In februari 1868 kreeg Mage het bevel over het peddelkorvet La Gorgone. Hij patrouilleerde in 1869 langs de kust van het Iberisch schiereiland en keerde toen terug naar Cherbourg. Op 19 december 1869, tijdens een poging om het schiereiland van Bretagne te ronden, verging het schip op de rotsen van Pierres Noires, ten zuiden van het eiland Ouessant. Alle 93 bemanningsleden verdronken en het lichaam van Mage werd nooit teruggevonden.
Door hun astronomische navigatie en grote aandacht voor cartografie zijn Mage en Quintin verantwoordelijk voor de eerste gedetailleerde kaart van West-Soedan. Mage beschrijft zijn reizen in West-Afrika in enkele literaire werken.

## Afbeeldingen
Enkele afbeeldingen uit de werken van Eugène Mage die handelen over zijn reizen in West-Afrika.

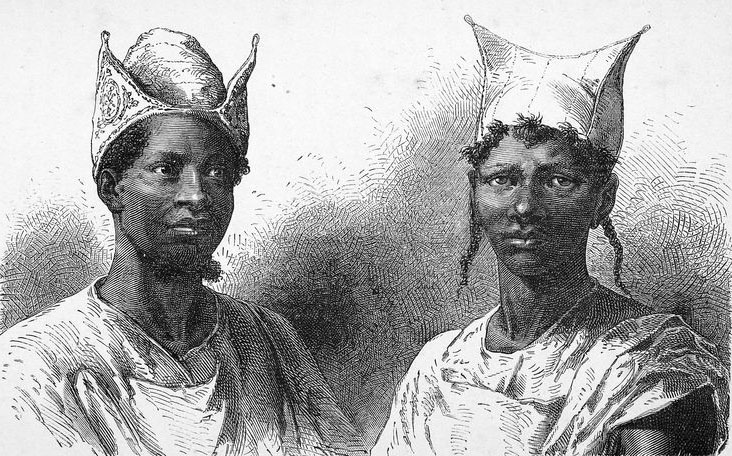
Bambara (volk)
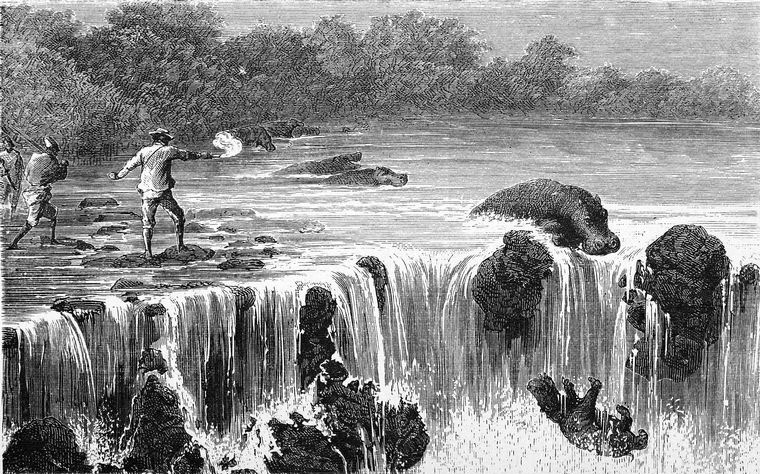
Waterval in de Sénégal in Bambouk
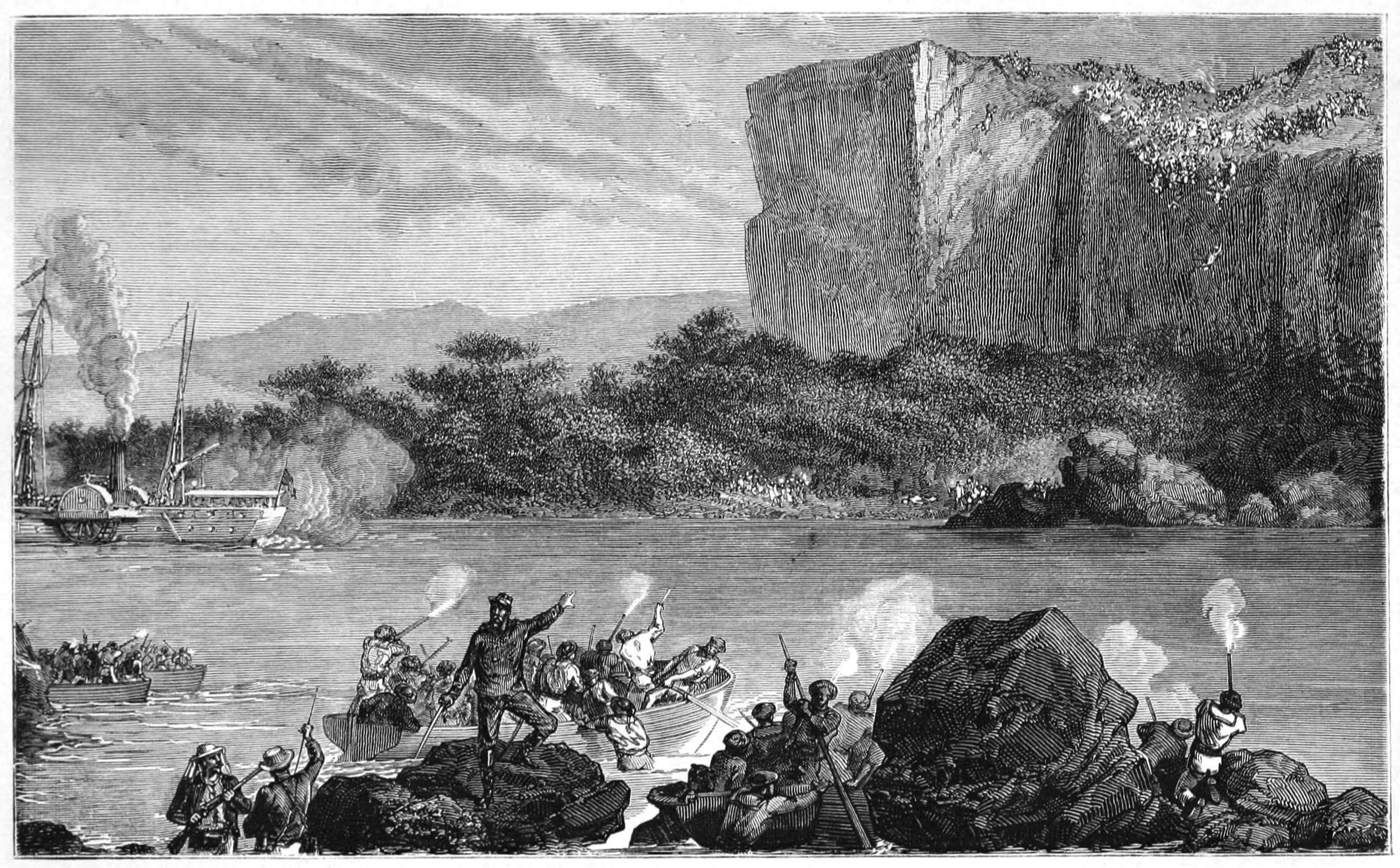
Aanval op het fort van Medina
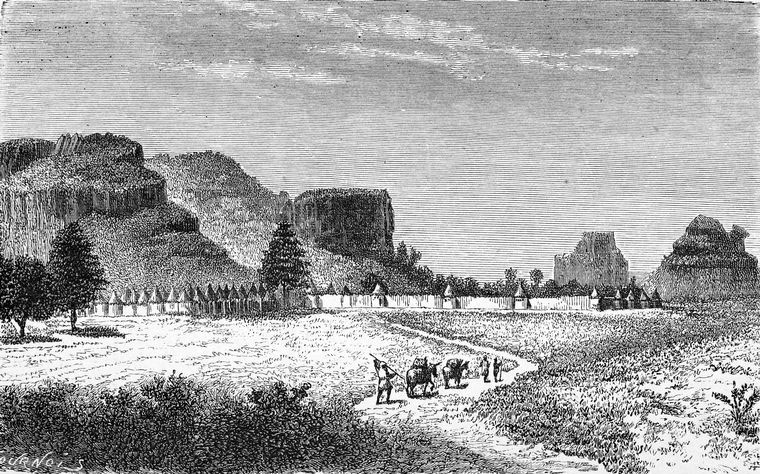
Koundian
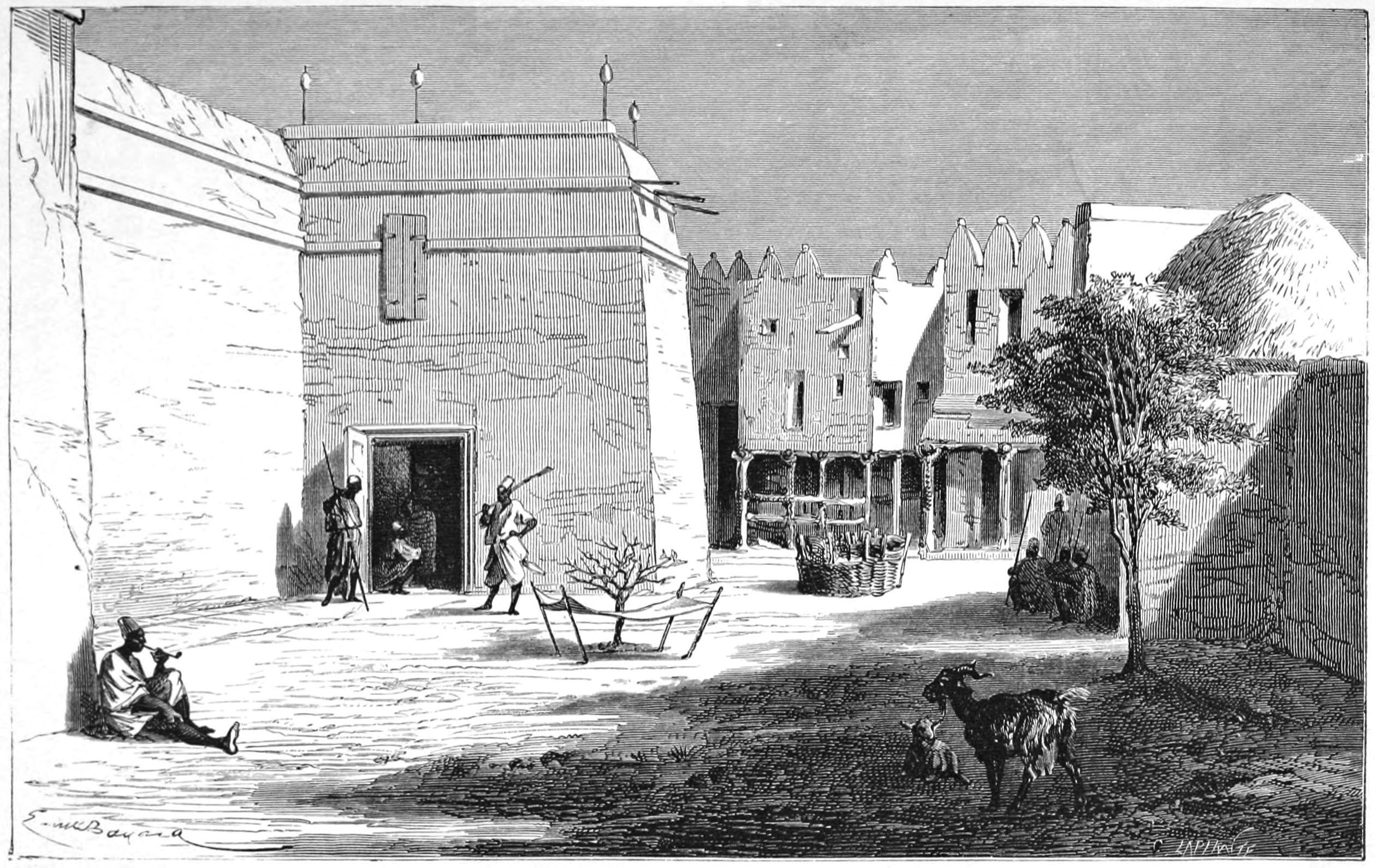
Paleis van Ahmadu Tell in Ségou
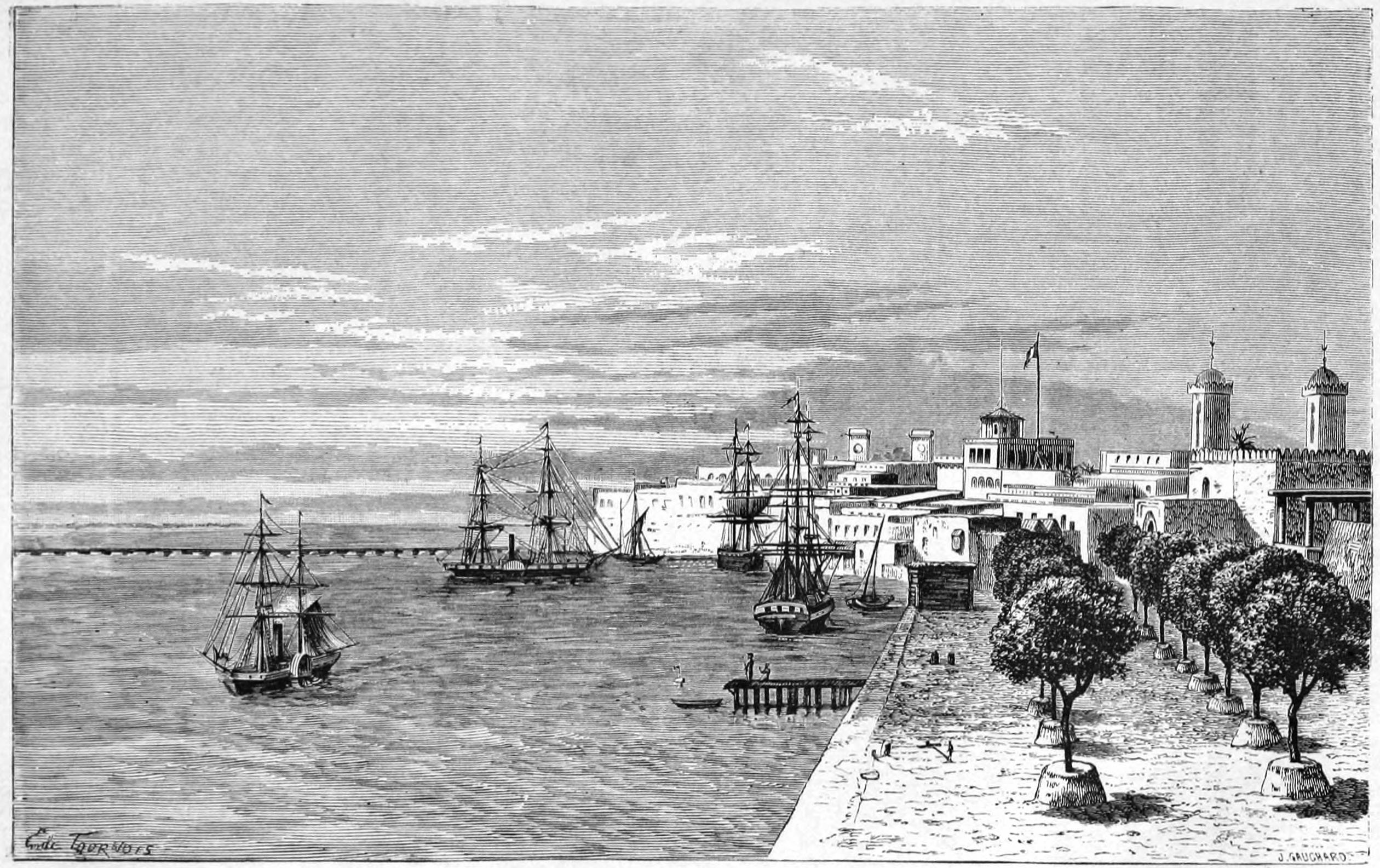
Saint-Louis

## Werken
- Mage, Eugène (1863), "Rivières de Sine et de Saloum (Côte Occidentale d'Afrique)", Revue maritime et coloniale (Franstalig).
- Mage, Eugène (1867), Du Sénégal au Niger (Franstalig).
- Mage, Eugène (1868), Voyage dans le Soudan occidental (Sénégambie-Niger) (Franstalig)
- Mage, Eugene (1868), "Voyage dans le Soudan Occidental (Sénégambia-Niger)", Le Tour du Monde: Nouveau Journal des Voyages (Franstalig)